# Beethoven-Haus
Pour les articles homonymes, voir Beethoven.
La Maison de Beethoven (Beethoven-Haus en allemand) à Bonn est à la fois un lieu de mémoire, un musée et un centre culturel avec de nombreuses missions. Elle fut fondée en 1889 par l'association Maison de Beethoven dans le but de mettre en avant la vie et l'œuvre du compositeur Ludwig van Beethoven.
Au centre du complexe se trouve la maison natale de Beethoven au numéro 20 de la Bonngasse avec le musée. Dans les bâtiments environnants (numéros 18 et 24-26 de la même rue) se trouvent le centre de recherche (Beethoven-Archiv) avec une collection, une bibliothèque et une maison d'édition ainsi qu'une salle de musique de chambre. Ces lieux servent de lieu de rencontre et d'échange aux mélomanes et aux experts du monde entier. La Maison de Beethoven est financée par l'association Maison de Beethoven et par de l'argent public.

## La maison dans la Bonngasse

### Histoire de la Maison
La Maison au 20 de la Bonngasse (anciennement: 515)  a été construite autour de 1700. C'est l'une des rares maisons de la ville remontant à l'époque de l'Electorat de Cologne. Le bâtiment occupait alors un emplacement privilégié au cœur de la ville entre le château, l'ancien hôtel de ville avec la place du marché et le Rhin. Aujourd'hui il se trouve dans une zone piétonne, non loin de la Bonn Beethovenhalle et de l'opéra.
Dans la première moitié du 18e siècle une maison à colombages, plus petite, a été construit sur le terrain derrière la maison.
La Maison de Beethoven n'a quasiment pas été endommagée lors des deux guerres mondiales. Durant la Seconde Guerre mondiale les objets de la collection avaient été stockés dans une mine près de Siegen dans le Siegerland et il n'y eut ainsi aucune perte. Lors de l'attaque sur le centre-ville de Bonn le 18 octobre 1944, une bombe incendiaire tomba sur le toit de la maison mais les dégâts furent limités. Ces dommages de guerre ont été réparés au début des années 1950. À la fin des années 1960 eut lieu la troisième rénovation du complexe. Pour la quatrième rénovation, de 1994 à 1996, la Maison de Beethoven a reçu le prix de conservation du patrimoine de "Europa Nostra", une première pour une institution en Allemagne pour cette distinction attribuée depuis 1978,,.

### Les appartements de la famille de Beethoven

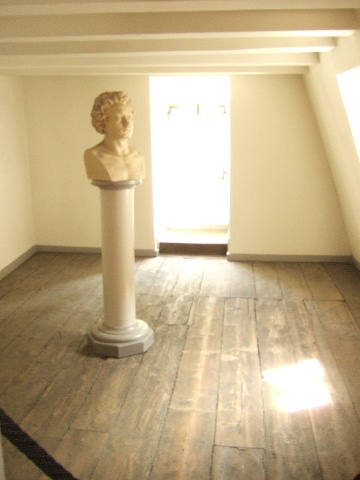
Chambre natale de Beethoven aujourd'hui, avec un buste de Beethoven de Josef Danhauser (1827/ moulage en plâtre)

Johann van Beethoven aménage en 1767, après son mariage avec Maria Magdalena Keverich, dans la maison donnant sur le jardin au numéro 20 de la Bonngasse. Le père de celui-ci, dénommé aussi Ludwig van Beethoven, vit en face dans la même rue.
Il est supposé que son fils Ludwig soit né dans une petite chambre située à l'étage le 16 ou le 17 décembre 1770, le baptême eut lieu le 17 décembre 1770.
La famille quitta les lieux en 1774 pour s'installer au numéro 24 de la Rheingasse.

## Le Musée
Le musée est fondé le 10 mai 1893 et s'est étendu à différentes reprises. Il abrite aujourd'hui la plus grande collection d'objets de Beethoven dans le monde entier.

### Musée
Le musée comprend deux bâtiments à l'origine séparés : une maison donnant sur la rue et une annexe donnant sur le jardin dans lequel le compositeur a passé les premières années de sa vie. Lors de l'aménagement dans le but d'y accueillir un musée, les deux maisons ont été reliées. La disposition tortueuse des pièces, le plafond bas et le grincement des marches d'escalier et planchers de la maison dans la cour donnent une bonne idée des conditions de vie de l'époque (au XVIIIe siècle).

### Exposition permanente

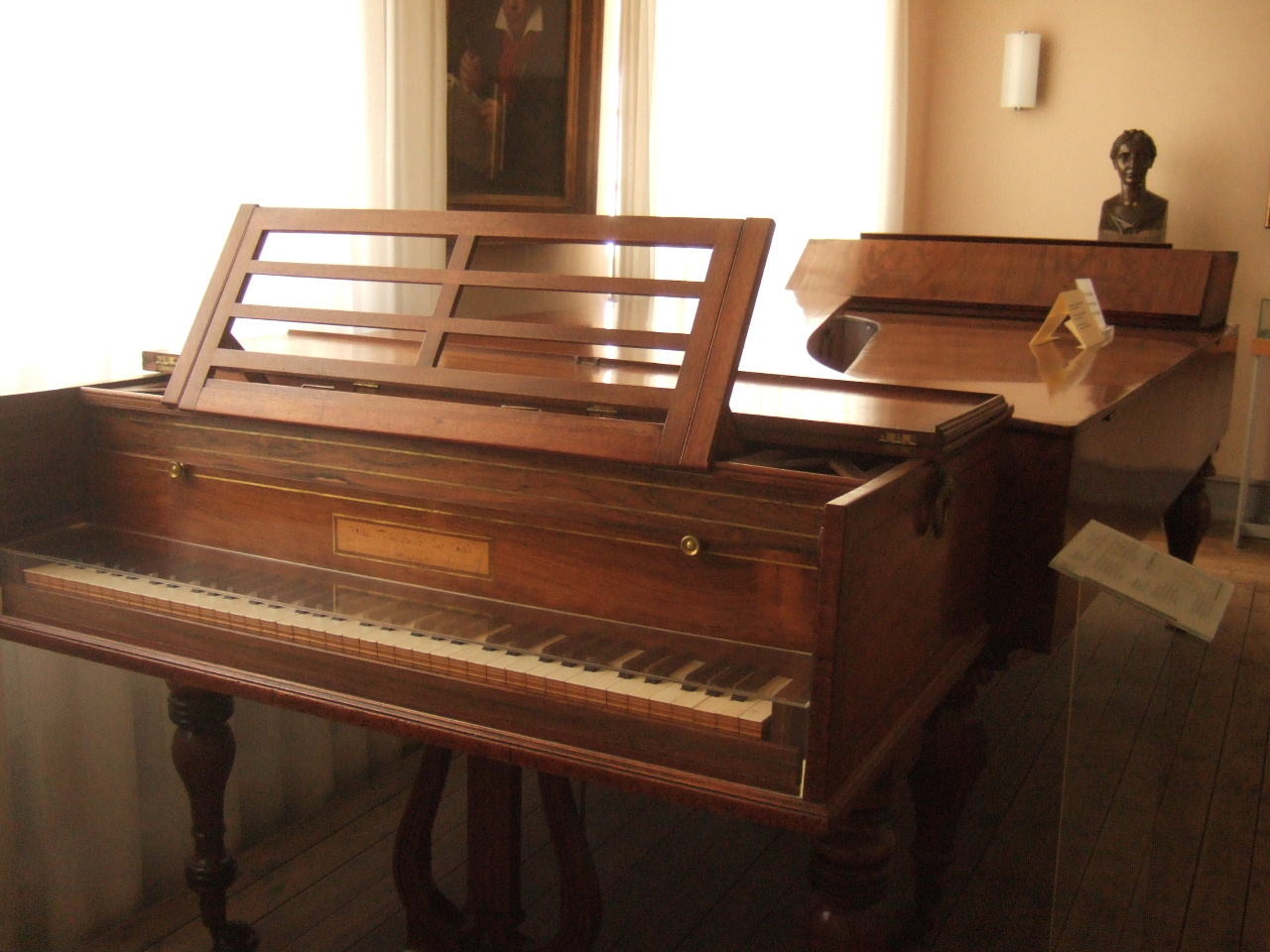
Piano-forte ayant appartenu à Beethoven

L'exposition permanente a été plusieurs fois renouvelée au cours du XXe siècle. Initialement étaient mis en avant la reconstruction de la Maison et la présentation de nombreux objets. Lors du dernier réaménagement en 1995/96, le concept "Fascination de l'Authentique" privilégie les objets venant pour la plupart de la propre collection: environ 150 pièces comprenant portraits, manuscrits, partition, instruments de musique et objets usuels de l'époque permettant d'expliquer la vie et le travail de Beethoven.

#### Dans la maison natale, la période liée à Bonn
Dans la maison natale est présentée une série d'objets expliquant la vie de Beethoven à Bonn jusqu'en 1792. On y retrouve entre autres l'inscription pour son baptême, l'affiche pour sa première apparition publique en 1778 à Cologne et sa première partition écrite en 1783.

#### Dans la maison donnant sur la rue, les années viennoises
Dans ce bâtiment sont exposés des documents relatifs à ses années viennoises: ses activités de pianiste et de compositeur et sa carrière. On y voit notamment les portraits des professeurs de Beethoven: Joseph Haydn, Johann Georg Albrechtsberger et Antonio Salieri. Des documents (lettres, notes et carnets) mais aussi des instruments de musique sont exposés dont le dernier, un piano-forte. On y découvre aussi les cornets acoustiques qui ont permis en partie de remédier aux problèmes de surdité du compositeur. Des portraits de l'artiste à toutes les phases de la vie sont exposés ainsi qu'un buste, la lithographie de Josef Danhauser "Beethoven sur le lit de mort" et le masque mortuaire qui donnent une image de son apparence.

#### Le jardin
Le jardin de la Beethoven-Haus contient une collection de bustes remontant au début du XXe siècle.

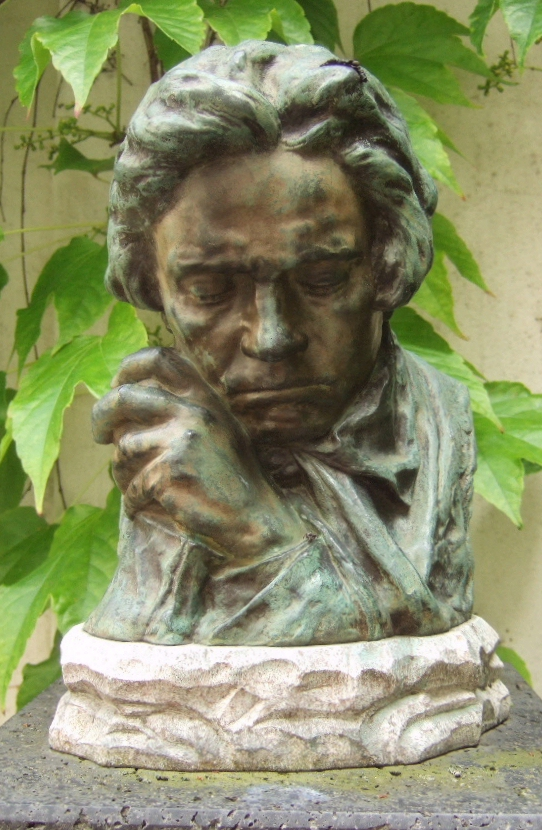
Pierre-Felix Masseau (1902)
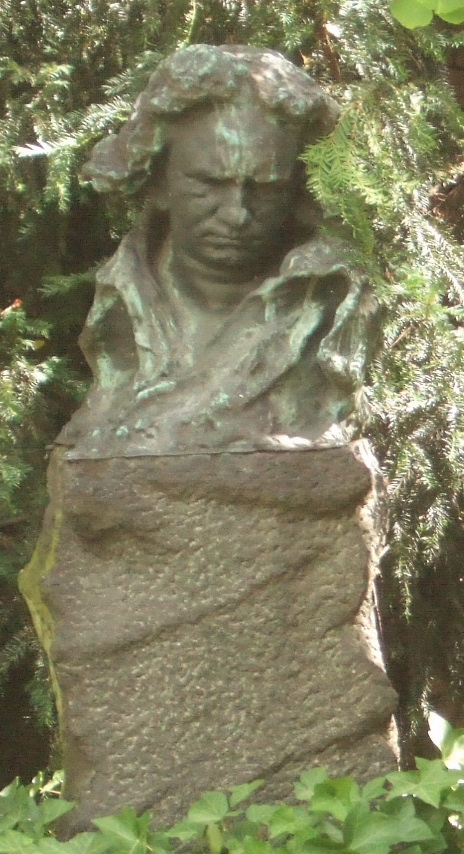
Naoum Aronson (1905)
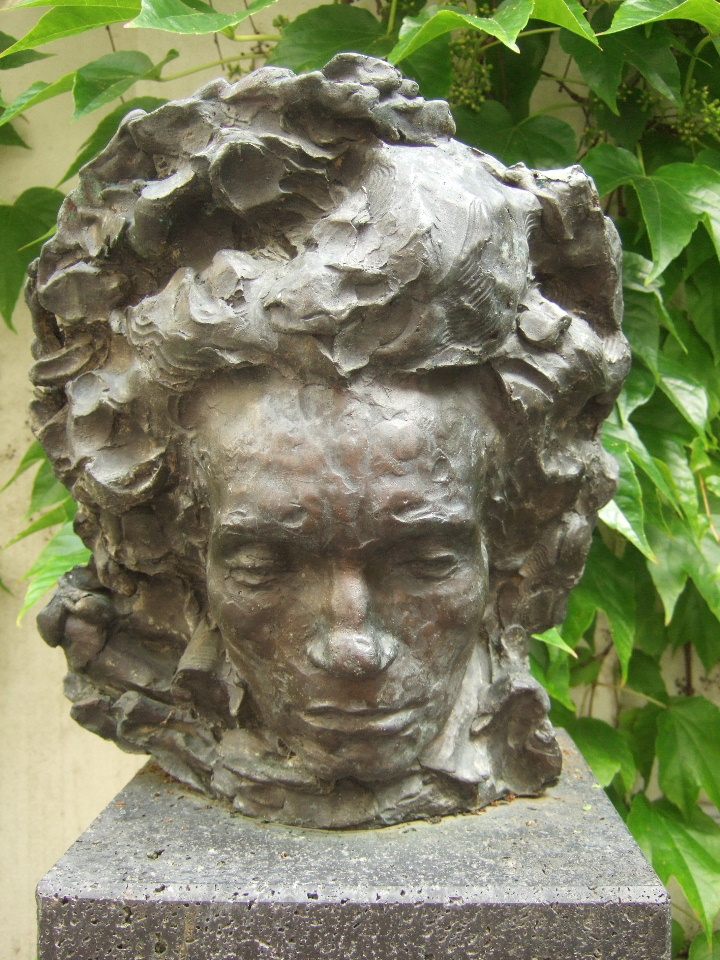
Fernand Cian (1er quart du XXe siècle)
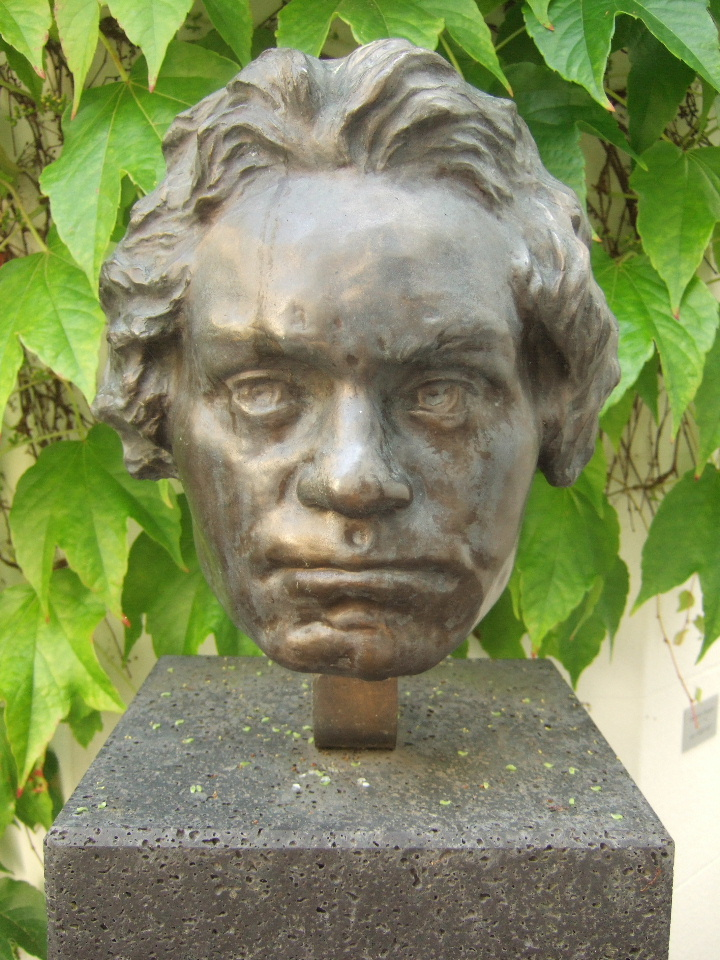
Wilhelm Hüsgen (1927/1929)
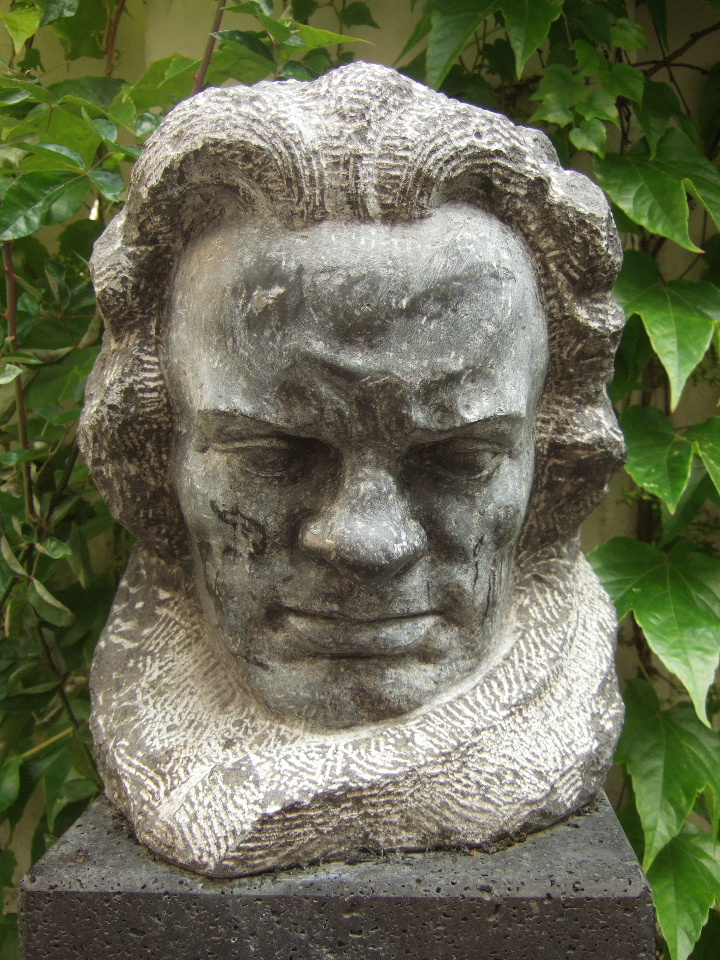
Eduard Merz (1945/1946)
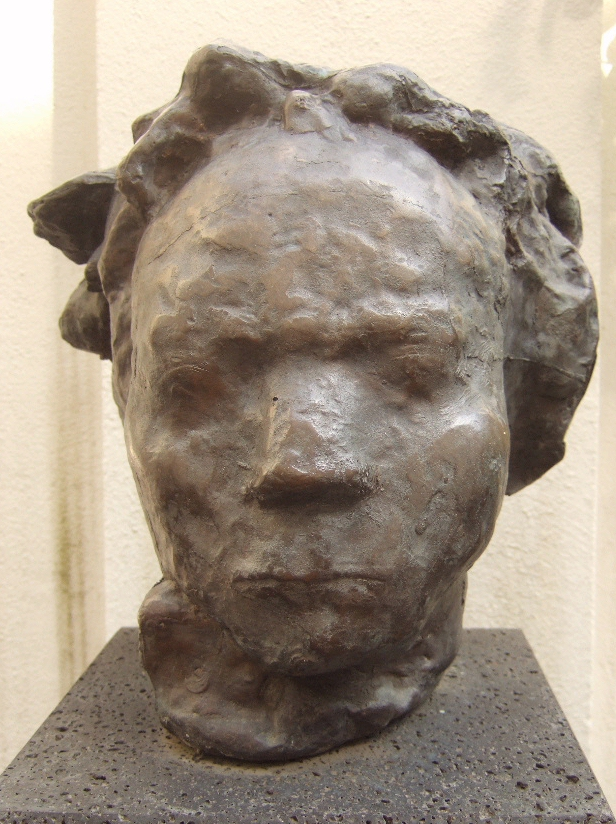
Lewon Konstantinowitsch Lasarew (1981)